# Stellberg (Söhre)
Der Stellberg ist ein etwa 495 m ü. NN hoher Berg der Söhre. Er liegt bei Wattenbach im nordhessischen Landkreis Kassel.

## Geographie

### Lage
Der Stellberg befindet sich etwa im Zentrum der Söhre im Westteil des Geo-Naturparks Frau-Holle-Land (Werratal.Meißner.Kaufunger Wald). Er erhebt sich zwischen Wellerode im Nordnordosten, Wattenbach im Osten und Eiterhagen im Südosten, die alle zur Gemeinde Söhrewald gehören, sowie Wollrode im Westen, das zur Gemeinde Guxhagen zählt.
Östlich des Berggipfels entspringt der Mülmisch-Zufluss Wattenbach, südlich der Mülmisch-Zufluss Schliergraben, westlich der Fulda-Zufluss Schwarzenbach und nordwestlich der Wahlebach-Zufluss Stellbachsgraben. Etwa 1,5 km westsüdwestlich des Berggipfels liegt der Stellbergsee, der 1968 als Tagebaurestsee entstand.

### Naturräumliche Zuordnung
Der Stellberg gehört in der naturräumlichen Haupteinheitengruppe Osthessisches Bergland (Nr. 35), in der Haupteinheit Fulda-Werra-Bergland (357) und in der Untereinheit Kaufunger Wald und Söhre (357.7) zum Naturraum Söhre (357.70).

### Berghöhe
Der Stellberg ist rund 495 m hoch; dabei bezieht sich die Angabe in der referenzierten Tafel des Eco-Pfades auf Höhe in Meter über Normalnull (NN). In Kartendiensten des Bundesamtes für Naturschutz (BfN) sind oberhalb von 480 m Höhe insgesamt noch drei gestrichelte Höhenlinien zu sehen, so dass die oberste Linie für 483,25 m Höhe und dieser Wert für die ungefähre Berghöhe stehen könnte; die Angabe des BfN bezieht sich auf Höhe in Meter über Normalhöhennull (NHN). Die oftmals angegebene Höhe von 476 oder 476,2 m bezieht sich auf einen Messpunkt, der etwa 230 m nördlich des Berggipfels auf einem Waldwegabzweig liegt.

## Geologie und Geschichte
Die Stellbergkuppe besteht aus einer maximal etwa 50 m mächtigen Basaltdecke, die mehrere darunter liegende Ton- und Sandsteinschichten überlagert. Darunter wiederum befinden sich Braunkohleschichten, die durch mehrere Verwerfungen unterbrochen sind.
Bereits um 1800 wurde Bergbau betrieben. Von 1823 bis 1967 dauerte der Abbau am heutigen Stellbergsee (Zeche Stellberg). In der zweiten Hälfte des 19. Jahrhunderts wurde das Abbaugebiet Alte Grube (im Osten) erschlossen, von 1921 bis 1930 folgten der Karlsstollen (Zeche Tiefenrod; im Norden) und von 1932/33 bis 1962 der Wiesenschacht (im Südwesten).
Bis 1967 wurde am Stellberg im Tage und Untertagebau Braunkohle und teils auch Glanzkohle abgebaut; letztere befand sich an den Übergängen der Braunkohlenflöze zu etwa senkrecht verlaufenden Magma-Schloten.
Das Kohlevorkommen am Stellberg hatte ein Volumen von schätzungsweise 10 Millionen Kubikmeter, von denen insgesamt etwa die Hälfte abgebaut wurde. Hauptabnehmer waren das Heizkraftwerk Kassel (bis zu dessen Umstellung auf Steinkohle) und die Spinnfaser AG.
Zu den Überbleibseln des Bergbaus gehören Gebäude der ehemaligen Zechen Stellberg und Wattenbach, eiserne Masten und Stahlbeton-Fundamente einer Seilbahn und der Stellbergsee.

## Verkehrsanbindung und Wandern
Östlich vorbei am Stellberg verläuft die Landesstraße 3236 (Wellerode–Wattenbach–Eiterhagen); diese kreuzt nördlich von Wattenbach die L 3460 (Wollrode–Wattenbach–St. Ottilien), die südlich am Berg vorbeiführt. An der L 3460 liegen drei Wanderparkplätze, von denen man auf Forst- und Waldwegen zum Gipfel des Bergs wandern kann. Über die Süd- und Ostflanke des Bergs verläuft der Wanderweg Märchenlandweg, der westsüdwestlich in Richtung des Stellbergsees den Wanderweg Wildbahn kreuzt. Rund um den Berg führt der etwa 9,5 km lange Lehrpfad Eco Pfad Bergbau in der Söhre, auf dem man sich anhand mehrerer Schautafeln entlang des Wegs über die Bergbaugeschichte am Stellberg informieren kann.